# Нефтекамск
Нефтекамск (рус. Нефтекамск) град је у Русији у републици Башкортостан. Према попису становништва из 2010. у граду је живело 121.757 становника.

## Становништво
Према прелиминарним подацима са пописа, у граду је 2010. живело 121.757 становника, 533 (0,44%) мање него 2002.
| 1959. | 1970.  | 1979.  | 1989.   | 2002.   | 2010.   |
| ----- | ------ | ------ | ------- | ------- | ------- |
| 2.946 | 46.482 | 69.586 | 106.801 | 122.290 | 121.733 |